# Justin Dangel
Pour les articles homonymes, voir Dangel (homonymie).
Justin Dangel, né en 1907, mort en 1968, est un officier marinier mécanicien de la Marine nationale française. Il est chef mécanicien sur le sous-marin Rubis rallié à la France libre en juin 1940. Exemplaire par son état d'esprit, son sang-froid, il est le pilier de l'équipage. Il est compagnon de la Libération.

## Biographie
Justin Paul Dangel est né à Moos (Mooslargue) dans le Haut-Rhin le 7 juin 1907.
Engagé dans la Marine en 1923, il entre à l’École des mécaniciens, dont il sort matelot breveté en 1925. Il navigue sur divers bâtiments de la Marine, notamment en Extrême-Orient pour une campagne de deux ans.

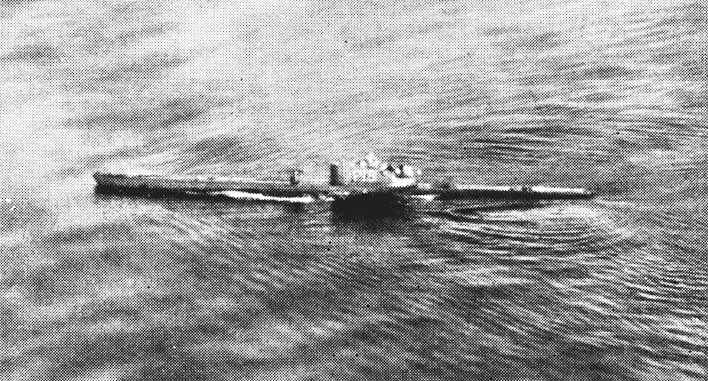
Le sous-marin Rubis en 1941. Justin Dangel navigue à bord du Rubis de 1938 à 1946.

Breveté sous-marinier, Justin Dangel embarque sur le sous-marin Rubis en 1938. Il y est maître mécanicien. Le Rubis rallie la France libre en juin 1940 avec la quasi-totalité de l'équipage, dont Dangel, qui est promu premier maître mécanicien le mois suivant.
Devenu chef mécanicien, Dangel prend part aux 28 missions du sous-marin pour la France libre, des côtes de France aux côtes de Norvège. Il est fait Compagnon de la Libération par décret du 1er février 1941.
« Patron mécanicien » réputé pour son sang-froid et par l'exemple qu'il donne, il est, selon son commandant, un des piliers de l'équipage. Il est promu maître principal en juin 1945. Il quitte la Marine l'année suivante.
Il prend alors la gérance d'un bar-tabac en Haute-Marne, à Harméville, où il est élu conseiller municipal. Il y décède le 12 mai 1968.

## Hommages

### Distinctions
- Chevalier de la Légion d'honneur
- Compagnon de la Libération par décret du 1er février 1941[3]
- Médaille militaire
- Croix de guerre 1939–1945 (3 citations)
- Croix du combattant volontaire de la guerre de 1939–1945
- Croix du combattant volontaire de la Résistance
- Croix du combattant
- Médaille commémorative française de la guerre 1939–1945
- Médaille commémorative des services volontaires dans la France libre
- Distinguished Service Medal avec mention « in dispatch » (GB)
- Croix de guerre norvégienne

### Commémorations
Les cérémonies du 13 novembre 2011, à Mooslargue, lui ont rendu hommage,.